# Nordeste Rio-Grandense
Nordeste Rio-Grandense è una mesoregione del Rio Grande do Sul in Brasile.
È una suddivisione creata puramente per fini statistici, pertanto non è un'entità politica o amministrativa.

## Microregioni
È suddivisa in 3 microregioni per un totale di 53 comuni:
- Caxias do Sul
- Guaporé
- Vacaria